# Torneo de Promoción y Reserva de 2011
El Torneo de Promoción y Reserva de fútbol del Perú 2011 fue la segunda edición de este torneo. Se inició el sábado 12 de febrero y finalizó el domingo 4 de diciembre. Se disputó de forma paralela al Campeonato Descentralizado 2011. Participaron 16 equipos y el campeón otorgó dos puntos y el subcampeón un punto al equipo principal en el Campeonato Descentralizado.
Dentro de la lista de 18 jugadores para cada partido, los equipos tuvieron que contar con por lo menos tres jugadores categoría 1993; además, podían incluir tres jugadores de cualquier categoría. El resto de la plantilla tenía que ser conformada por jugadores nacidos a partir de 1989, siempre y cuando estuviesen inscritos en el club.

## Equipos participantes
| Equipo                           | Ciudad   | Estadio              | Capacidad | Césped     | Indumentaria |
| -------------------------------- | -------- | -------------------- | --------- | ---------- | ------------ |
| Alianza Atlético                 | Piura    | Miguel Grau          | 25 000    | Artificial | Walon        |
| Alianza Lima                     | Lima     | Alejandro Villanueva | 35 000    | Natural    | Nike         |
| Cienciano                        | Cuzco    | Garcilaso            | 42 056    | Natural    | Multimax     |
| Cobresol                         | Moquegua | 25 de Noviembre      | 21 000    | Natural    | Loma´s       |
| CNI                              | Iquitos  | Max Augustín         | 24 576    | Artificial | Walon        |
| Melgar                           | Arequipa | De la UNSA           | 45 000    | Natural    | Joma         |
| Inti Gas                         | Ayacucho | Ciudad de Cumaná     | 15 000    | Natural    | Loma's       |
| Juan Aurich                      | Chiclayo | Elias Aguirre        | 23 000    | Artificial | Marathon     |
| León de Huánuco                  | Huánuco  | Heraclio Tapia       | 25 000    | Natural    | Walon        |
| Sport Boys                       | Callao   | Miguel Grau          | 17 000    | Natural    | Triathlon    |
| Sport Huancayo                   | Huancayo | Huancayo             | 20 000    | Natural    | Manchete     |
| Sporting Cristal                 | Lima     | San Martín de Porres | 15 000    | Natural    | Umbro        |
| Unión Comercio                   | Rioja    | Inca Pachacútec      | 5000      | Natural    | Real         |
| Universidad César Vallejo        | Trujillo | Mansiche             | 25 000    | Artificial | Real         |
| Universidad San Martín de Porres | Lima     | San Martín de Porres | 15 000    | Natural    | Umbro        |
| Universitario                    | Lima     | Monumental           | 80 093    | Natural    | Umbro        |

## Tabla de posiciones
| #   | Equipo                    | PJ | G  | E  | P  | GF | GC | Dif | Pts |
| --- | ------------------------- | -- | -- | -- | -- | -- | -- | --- | --- |
| 1º  | Alianza Lima              | 30 | 18 | 9  | 3  | 57 | 22 | +35 | 63  |
| 2º  | Juan Aurich               | 30 | 17 | 7  | 6  | 55 | 25 | +30 | 58  |
| 3º  | Universitario             | 30 | 16 | 8  | 6  | 53 | 27 | +26 | 56  |
| 4º  | Universidad César Vallejo | 30 | 15 | 6  | 9  | 64 | 40 | +24 | 51  |
| 5º  | Unión Comercio            | 30 | 14 | 7  | 9  | 45 | 28 | +17 | 49  |
| 6º  | León de Huánuco           | 30 | 13 | 8  | 9  | 41 | 38 | +3  | 47  |
| 7º  | Universidad San Martín    | 30 | 12 | 9  | 9  | 41 | 27 | +14 | 45  |
| 8º  | CNI                       | 30 | 13 | 6  | 11 | 33 | 34 | -1  | 45  |
| 9º  | Melgar                    | 30 | 12 | 7  | 11 | 35 | 33 | +2  | 43  |
| 11º | Sporting Cristal          | 30 | 11 | 4  | 15 | 39 | 35 | +4  | 37  |
| 10º | Sport Huancayo            | 30 | 8  | 11 | 11 | 33 | 45 | -12 | 35  |
| 12º | Cienciano                 | 30 | 10 | 4  | 16 | 44 | 70 | -26 | 34  |
| 13º | Sport Boys                | 30 | 9  | 3  | 18 | 27 | 50 | -23 | 30  |
| 14º | Cobresol                  | 30 | 8  | 6  | 16 | 22 | 53 | -31 | 30  |
| 15º | Inti Gas                  | 30 | 8  | 5  | 17 | 23 | 40 | -17 | 29  |
| 16º | Alianza Atlético          | 30 | 4  | 4  | 22 | 23 | 68 | -45 | 16  |

|  | |
|  | Le otorga dos (2) puntos adicionales al equipo principal en el Campeonato Descentralizado 2011 y clasifica a la Copa Libertadores Sub-20 de 2012. |
|  | Le otorga un (1) punto adicional al equipo principal en el Campeonato Descentralizado 2011 y clasifica a la Copa Libertadores Sub-20 de 2012.     |

|                         |
| Campeón                 |
| Alianza Lima 1.º título |

## Resultados
Las filas corresponden a los encuentros de local de cada uno de los equipos, mientras que las columnas corresponden a los encuentros de visitante. Según las filas, los resultados en color azul corresponden a victoria del equipo local, rojo a victoria visitante y blanco a empate.
|                                  | AA   | AL  | CIE | CNI | COB | IG  | JA  | LEO | MEL   | SB  | SHU   | SC  | UC  | UCV | USMP | U   |
| -------------------------------- | ---- | --- | --- | --- | --- | --- | --- | --- | ----- | --- | ----- | --- | --- | --- | ---- | --- |
| Alianza Atlético                 |      | 1-1 | 4-2 | 0-3 | 5-2 | 2-4 | 1-3 | 0-1 | 2-1   | 0-0 | 1-1   | 0-2 | 0-2 | 0-2 | 0-4  | 0-3 |
| Alianza Lima                     | 3-1  |     | 9-0 | 5-1 | 1-0 | 3-0 | 0-0 | 3-1 | 0-0   | 2-0 | 2-1   | 1-0 | 2-2 | 2-1 | 2-0  | 1-0 |
| Cienciano                        | 1-1  | 1-4 |     | 2-0 | 4-0 | 1-1 | 0-1 | 3-2 | 0-1   | 1-0 | 4-2   | 3-1 | 3-1 | 4-3 | 1-2  | 1-0 |
| CNI                              | 1-0  | 1-2 | 4-2 |     | 1-0 | 3-1 | 2-1 | 0-1 | 2-1   | 2-1 | 1-0   | 2-0 | 0-2 | 1-1 | 1-0  | 0-0 |
| Cobresol                         | 0-1  | 0-2 | 3-1 | 2-2 |     | 3-0 | 1-0 | 0-2 | 1-1   | 2-0 | 1-1   | 1-0 | 1-1 | 1-2 | 1-0  | 0-5 |
| Inti Gas                         | 2-0  | 1-0 | 2-2 | 1-1 | 0-0 |     | 0-0 | 0-1 | 0-3   | 2-1 | 0-1   | 0-2 | 1-0 | 0-1 | 0-1  | 1-2 |
| Juan Aurich                      | 6-1  | 2-2 | 4-1 | 2-0 | 7-0 | 2-0 |     | 2-1 | 2-0   | 3-0 | 3-2   | 1-0 | 2-3 | 4-2 | 0-0  | 1-1 |
| León de Huánuco                  | 2-1  | 1-1 | 2-2 | 1-1 | 1-0 | 3-0 | 2-1 |     | 2-0   | 4-1 | 2-2   | 2-2 | 1-0 | 3-1 | 2-1  | 1-1 |
| Melgar                           | 2-1  | 0-0 | 0-0 | 0-2 | 6-0 | 1-0 | 0-1 | 2-1 |       | 2-1 | 1-1   | 1-0 | 1-0 | 4-0 | 2-0  | 0-1 |
| Sport Boys                       | 1-0  | 2-3 | 2-0 | 1-0 | 0-2 | 1-0 | 0-1 | 2-0 | 1-1   |     | 0-3** | 1-0 | 1-5 | 2-2 | 3-0  | 1-3 |
| Sport Huancayo                   | 1-1  | 1-1 | 1-0 | 2-0 | 2-0 | 1-2 | 0-1 | 1-1 | 2-1   | 2-0 |       | 1-5 | 1-0 | 1-1 | 0-0  | 2-2 |
| Sporting Cristal                 | 4-0  | 0-0 | 2-0 | 3-3 | 0-1 | 2-0 | 0-1 | 3-1 | 2-1   | 2-0 | 2-0   |     | 0-1 | 0-1 | 0-4  | 1-2 |
| Unión Comercio                   | 3-0* | 1-3 | 1-0 | 1-0 | 1-0 | 2-0 | 2-2 | 1-1 | 5-0   | 2-1 | 2-0   | 2-0 |     | 3-1 | 1-1  | 0-0 |
| Universidad César Vallejo        | 5-1  | 2-0 | 6-0 | 0-1 | 6-0 | 4-0 | 1-1 | 2-1 | 6-0   | 1-0 | 1-1   | 4-2 | 3-1 |     | 3-1  | 1-1 |
| Universidad San Martín de Porres | 2-0  | 1-2 | 4-1 | 0-0 | 0-0 | 1-0 | 2-1 | 2-0 | 0-0   | 2-3 | 5-0   | 1-1 | 0-0 | 3-0 |      | 2-1 |
| Universitario                    | 3-0  | 1-0 | 8-1 | 1-0 | 1-0 | 1-0 | 1-0 | 0-1 | 0-3** | 4-0 | 5-0   | 0-3 | 2-1 | 2-2 | 2-2  |     |

- * El partido que jugó Unión Comercio frente a Alianza Atlético por la tercera fecha y que finalizó 1-1, fue anulado por la mala inscripción de un futbolista del Alianza Atlético. En consecuencia, se declaró ganador a Unión Comercio por un marcador de 3-0.[6]

- ** Definido en mesa.

## Goleadores
| Jugador | Jugador            | Goles | Equipo                    |
| ------- | ------------------ | ----- | ------------------------- |
| Perú    | Miguel Curiel      | 22    | Alianza Lima              |
| Perú    | Yoffré Vásquez     | 13    | Juan Aurich               |
| Perú    | Sebastián Capurro  | 12    | León de Huánuco           |
| Perú    | Francesco Recalde  | 12    | Universidad César Vallejo |
| Perú    | Jankarlo Chirinos  | 11    | Universitario             |
| Perú    | Diego Virrueta     | 10    | Cienciano                 |
| Perú    | Alberto Vela       | 10    | Sport Boys                |
| Perú    | Willyan Mimbela    | 10    | Universitario             |
| Perú    | Julius Rengifo     | 9     | CNI                       |
| Perú    | Víctor Labrín      | 7     | Alianza Atlético          |
| Perú    | Yordy Reyna        | 7     | Alianza Lima              |
| Perú    | Juan Castellanos   | 7     | Melgar                    |
| Perú    | Christian Carranza | 7     | Universidad César Vallejo |